# Richard Cheese
Richard Cheese, também conhecido como Richard Cheese and Lounge Against the Machine é um conjunto musical que realiza covers como números de comédia com músicas consagradas. O nome da banda (Lounge Against the Machine) é uma paródia à banda de rock Rage Against the Machine.
Desde 2000, a banda tem realizado shows pelos EUA e Europa, e tem feito inúmeras performances em programas de televisão.

## Gêneros musicais
A banda se especializou em adaptar músicas populares de rock, heavy metal, rap e hip hop no estilo lounge com predominância sonora de piano e voz. O viés cômico de suas versões está em alterações bruscas no ritmo da música original, inclusão de músicas incidentais e expressões subjetivas do vocalista e sátiras a personalidades como Britney Spears e Michael Jackson.

## Membros
- Richard Cheese: vocalista
- Gordon Brie: contrabaixo
- Buddy Gouda/Frank Feta: bateria
- Bobby Ricotta: piano e teclados

Os nomes dos integrantes são pseudônimos com os novos integrantes mantendo o mesmo pseudônimo dos músicos anteriores, com exceção do baterista Buddy Gouda (Charles Byler), quando saiu da banda em 2004 foi substituído por Brian Fishler que adotou o pseudônimo de Frank Feta.
O único membro permanente da banda é o próprio Cheese, que na verdade é o comediante de Los Angeles chamado Mark Jonathan Davis.
Os sobrenomes dos pseudônimos dos músicos são tipos diferentes de queijos. O pseudônimo de Richard Cheese é um jogo de palavras com "cheesy" (brega) que faz referência ao estilo da banda, além de existir uma abreviação (Dick Cheese) que é uma gíria na língua inglesa que significa esmegma.

## Discografia

### Álbuns de estúdio
- Lounge Against the Machine (2000)
- Tuxicity (2002)
- I'd Like a Virgin (2004)
- Aperitif for Destruction (2005)
- The Sunny Side of the Moon (2006)
- Silent Nightclub (2006)
- Dick at Nite (2007)
- Viva la Vodka (2009)
- Lavapalooza (2009)
- OKBartender (2009)
- Back in Black Tie (2009)